# Roundup (Montana)
Roundup è una città degli Stati Uniti d'America situata nel Montana, nella Contea di Musselshell, della quale è anche il capoluogo.